# 1396년

## 연호
- 명(明) 홍무(洪武) 29년
- 일본(日本) 오에이(応永) 3년
- 쩐 왕조(陳朝) 꽝타이(光泰) 9년

## 기년
- 명(明) 태조 홍무제(太祖 洪武帝) 29년
- 조선(朝鮮) 태조(太祖) 5년
- 쩐 왕조(陳朝) 순종(順宗) 9년

## 사건
- 음력 6월 18일 - 경상도 동래 만호(東萊萬戶) 윤형(尹衡)과 석포 천호(石浦千戶) 이의경(李義敬)이 왜구의 배 1척을 잡아서 군기와 갑옷을 바쳤다.[1]
- 음력 8월 9일 - 왜적의 배 1백 20척이 경상도에 입구(入寇)하여 병선(兵船) 16척을 탈취해 가고, 수군 만호(水軍萬戶) 이춘수(李春壽)를 죽였으며, 동래(東萊)·기장(機張)·동평성(東平城)을 함락하였다.[2]
- 9월 24일 - 서울 성곽 완공
- 9월 25일 - 니코폴리스 전투에서 오스만 제국이 십자군을 격파하다.
- 음력 10월 27일 - 왜구가 동래성(東萊城)을 포위하였다가 이기지 못하고 물러가면서 병선 21척을 불살랐고, 수군 만호(水軍萬戶) 윤형(尹衡)과 임식(任軾)이 전사하였다.[3]

## 탄생
- 음력 9월 일 미상 - 조선의 효령대군(孝寧大君)
- 음력 12월 14일 - 조선의 정인지(鄭麟趾)
- 월일 미상 - 조선의 김연지(金連枝)·변효문(卞孝文)

## 사망
- 음력 1월 23일 - 조선의 참찬문하부사(參贊門下府事) 김입견(金立堅)
- 음력 5월 7일 - 고려의 한산부원군(韓山府院君) 이색(李穡)
- 음력 7월 12일 - 조선의 판한성부사(判漢城府事) 정희계(鄭熙啓)
- 음력 8월 13일 - 조선 태조(太祖)의 왕비 신덕왕후(神德王后)
- 음력 9월 14일 - 조선의 한산군(漢山君) 조인옥(趙仁沃)
- 음력 10월 17일 - 조선의 검교참찬문하부사(檢校參贊門下府事) 오중화(吳仲華)
- 음력 12월 3일 - 조선의 한성윤(漢城尹) 민개(閔開)

## 참고 문헌
- 춘추관 관원들 (1413). 《태조실록》.